# Sint-Quintinuskerk (Linden)

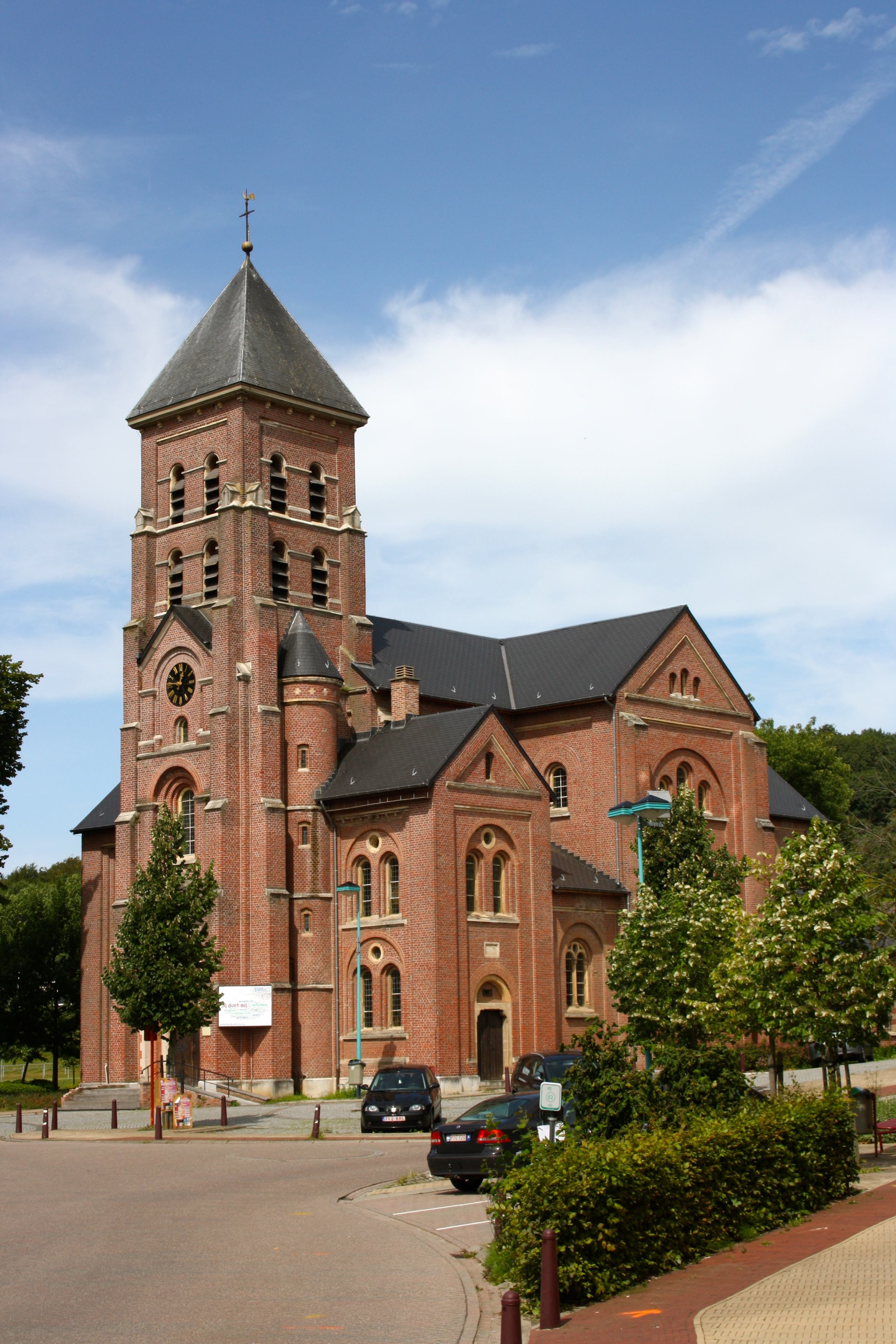
Sint-Quintinuskerk

De Sint-Quintinuskerk is de parochiekerk van de tot de Vlaams-Brabantse gemeente Lubbeek behorende plaats Linden, gelegen aan de Kerkdreef 2.

## Geschiedenis
In 1125 was er al een kerk in Linden. Deze kerk werd in de loop van de geschiedenis meermaals verwoest en herbouwd. In 1874 werd de kerk door de bliksem getroffen. Aangezien de kerk ook te klein werd bevonden rees het plan om een nieuwe kerk te bouwen en de oude kerk te slopen. De nieuwe kerk, in neobyzantijnse stijl, kwam iets verder naar het oosten te liggen. In 1875 begon men met de bouw en in 1878 werd de kerk ingezegend.

## Gebouw
Het betreft een basilicale kruiskerk met halfingebouwde toren, gebouwd in baksteen. De bovenste geleding van de toren werd in 1965 herbouwd en deze wordt gedekt door een tentdak.

## Interieur
De kerk heeft een 17e-eeuws doopvont, een preekstoel uit het derde kwart van de 18e eeuw en een hek in rococostijl van omstreeks 1750. Uit de 2e helft van de 17e eeuw stamt een beeldhouwwerk dat Christus, Maria en de Apostelen verbeeldt.